# Паранюк Павло Григорович
Павло Григорович Паранюк (27 червня 1886, Нові Мамаївці — 1964, с. Оженин) — Хорунжий Армії УНР.

## Життєпис
Народився 27 червня 1886 р. у с. Нові Мамаївці, Кіцманського повіту на Буковині.
1906 року закінчив Чернівецьку сільськогосподарську крайову середню школу. Після закінчення школи у 1906—1907 рр., Паранюк учителював у с.  Гатна поблизу Сучави. 16 жовтня 1907 р. призваний до австрійського війська, в якому служив до 1918 р. рядовим, молодшим, старшим унтерофіцером 13-го кавалерійського полку. По закінченні Першої світової війни з листопада 1918 р. до листопада 1919 р., господарював у рідному селі.
Після окупації Буковини Румунією, разом з групою 20-ти  українців колишніх вояків австрійської армії, не бажаючи нести службу в румунській армії, перейшов кордон і вступив до Армії УНР, де він у чині хорунжого перебував до кінця 1920 р.
Після поразки української революції і переходу з українським військом до Польщі, Павло оселився у с. Бозок на Холмщині, де мешкав до 1945 р. Під час Другої світової війни Паранюк працював секретарем при крайсляндвірті у Холмі, секретарем і перекладачем волості Став, оскільки досконало володів німецькою мовою. 
21 березня 1945 р., на підставі угоди по обміну населенням між комуністичною Польщею і СССР від 9 вересня 1944 р., був евакуйований з  до УРСР, оселився з сім’єю поблизу колишньої польської колонії Вітольдівка, Острозького району, Рівненської області. 
Арештований МГБ в Острозі 2 листопада 1946 р., і звинувачений у службі в петлюрівській армії у 1920 році в чині хорунжого і боротьби проти більшовиків. 30 січня 1947 р. був засудженим Військовим трибуналом Рівненської області до 10 років ув’язнення у виправно-трудових таборах і 5 років позбавлення прав з конфіскацією майна. 
Звільнений 26 жовтня 1954 р., мешкав у с. Оженин, Острозького району, де і помер у 1964 році. 
Реабілітований у 1992 році.